# Río Aa (Países Bajos)
El río Aa es un río en Países Bajos, cerca de la frontera belga. Se encuentra en la parte central del país, a 90 km al sur de Ámsterdam, la capital del país. Aa es parte de la cuenca del río Rin.